# Maxime (langue)
Pour les articles homonymes, voir Maxime.

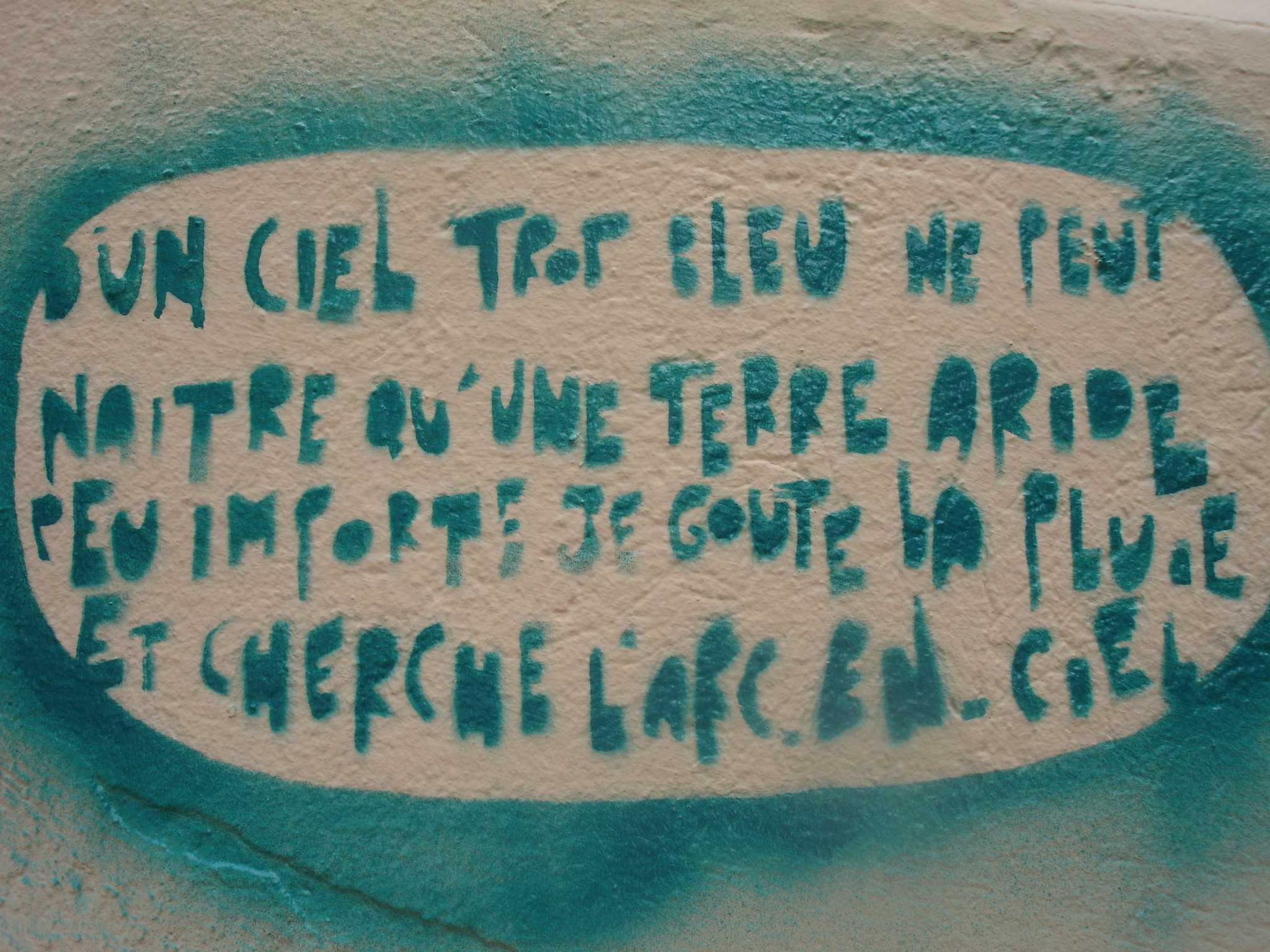
Maxime d'un "Canut" (lyonnais)

Une maxime est une formule exprimant une idée générale. 

## Origine du mot
La maxime vient du latin maxima propositio, la majeure du syllogisme en logique et en rhétorique. C'est à partir du XVIe siècle que les maximes prennent le sens de précepte, de règle morale ou de jugement général. Elles tendent ensuite à prendre le sens de vérité générale.

## En littérature
En littérature, la maxime est un genre littéraire illustré par les œuvres de Bossuet, La Rochefoucauld ou Vauvenargues. La maxime se caractérise par sa visée moraliste, par laquelle l'auteur jette un regard critique sur le monde, sans prétendre pouvoir le changer. Cette forme littéraire privilégie la concision et exploite une esthétique du fragment et de la discontinuité. On parle d’apophtegme lorsqu'il s'agit d'une parole mémorable ayant valeur de maxime.

## Postérité
Le terme s'est si bien diffusé que les éditeurs contemporains l'emploient pour rebaptiser des choix de textes, ou  des œuvres antérieures constituées de courtes réflexions morales, comme les œuvres d'Épicure, Confucius, ou Baltasar Gracián.

### Anthologie
- Maurice Maloux (éd.), Dictionnaire des proverbes, sentences et maximes, Larousse, 1980 ; 2006.

### Études
- Louis Van Delft, Les spectateurs de la vie : Généalogie du regard moraliste, Presses Universitaires de Laval, 2005.
- Jean Lafond (dir.), Les Formes brèves de la prose et le discours discontinu (XVIe-XVIIe s.), Vrin, 1984.
- Charles Schapira, La Maxime et le discours d'autorité, Sedes, 1997.
- Jean Vignes, "Maxime", in Dictionnaire du littéraire, PUF, 2002.
- Jean de La Bruyère, "Les Caractères", 1688